# Wojkowiec
Wojkowiec – wieś w Polsce położona w województwie świętokrzyskim, w powiecie kieleckim, w gminie Chęciny.
W latach 1975–1998 miejscowość administracyjnie należała do województwa kieleckiego.

## Historia
Osada jest siedzibą sołectwa obejmującego wsie Lelusin i Wojkowiec. Po raz pierwszy pojawiła się w 1801 r. jako Wojkowiec Siedlecki, ale w 1806 r. Wojkowiec. Według miejscowej tradycji nazwa wsi pochodzi od Aleksandra (Olka) Jawornickiego. Wojkowiec był pierwotnie osadą karczemną, zaznaczoną na mapie Galicji Zachodniej (1804). Na mapie z 1914 r. zaznaczono istniejący folwark. W 1928 r. właścicielem osady był Jan Szymanowski.